# Omega Pharma-Quickstep/Saison 2012
Dieser Artikel listet Erfolge und Fahrer des Radsportteams Omega Pharma-Quickstep in der Saison 2012 auf.

## Erfolge in der UCI WorldTour
In den Rennen der Saison 2012 der UCI WorldTour gelangen die nachstehenden Erfolge.
| Datum          | Rennen                        | Sieger        |
| -------------- | ----------------------------- | ------------- |
| 5. März        | 2. Etappe Paris-Nizza         | Tom Boonen    |
| 23. März       | E3 Prijs Vlaanderen           | Tom Boonen    |
| 25. März       | Gent–Wevelgem                 | Tom Boonen    |
| 1. April       | Ronde van Vlaanderen          | Tom Boonen    |
| 8. April       | Paris–Roubaix                 | Tom Boonen    |
| 12. Juli       | 3. Etappe Tour de Pologne     | Zdeněk Štybar |
| 3. September   | 16. Etappe Vuelta a España    | Dario Cataldo |
| 10. Oktober    | 2. Etappe Tour of Beijing     | Tony Martin   |
| 9.–13. Oktober | Gesamtwertung Tour of Beijing | Tony Martin   |

## Erfolge in der UCI America Tour
In den Rennen der Saison 2012 der UCI America Tour gelangen die nachstehenden Erfolge.
| Datum          | Rennen                           | Kat. | Fahrer            |
| -------------- | -------------------------------- | ---- | ----------------- |
| 23. Januar     | 1. Etappe Tour de San Luis       | 2.1  | Francesco Chicchi |
| 24. Januar     | 2. Etappe Tour de San Luis       | 2.1  | Francesco Chicchi |
| 25. Januar     | 3. Etappe Tour de San Luis       | 2.1  | Levi Leipheimer   |
| 26. Januar     | 4. Etappe Tour de San Luis (EZF) | 2.1  | Levi Leipheimer   |
| 29. Januar     | 7. Etappe Tour de San Luis       | 2.1  | Tom Boonen        |
| 23.–29. Januar | Gesamtwertung Tour de San Luis   | 2.1  | Levi Leipheimer   |
| 12. August     | 6. Etappe Tour of Utah           | 2.1  | Levi Leipheimer   |

## Erfolge in der UCI Asia Tour
In den Rennen der Saison 2012 der UCI Asia Tour gelangen die nachstehenden Erfolge.
| Datum           | Rennen                      | Kat. | Fahrer       |
| --------------- | --------------------------- | ---- | ------------ |
| 5. Februar      | 1. Etappe Tour of Qatar     | 2.HC | Tom Boonen   |
| 8. Februar      | 4. Etappe Tour of Qatar     | 2.HC | Tom Boonen   |
| 5.–10. Februar  | Gesamtwertung Tour of Qatar | 2.HC | Tom Boonen   |
| 14.–19. Februar | Gesamtwertung Tour of Oman  | 2.HC | Peter Velits |

## Erfolge in der UCI Europe Tour
In den Rennen der Saison 2012 der UCI Europe Tour gelangen die nachstehenden Erfolge.
| Datum                     | Rennen                                         | Kat. | Fahrer                |
| ------------------------- | ---------------------------------------------- | ---- | --------------------- |
| 5. Februar                | Trofeo Palma                                   | 1.1  | Andrew Fenn           |
| 6. Februar                | Trofeo Migjorn                                 | 1.1  | Andrew Fenn           |
| 18. Februar               | 4. Etappe Volta ao Algarve                     | 2.1  | Gerald Ciolek         |
| 2. März                   | Prolog Driedaagse van West-Vlaanderen          | 2.1  | Michał Kwiatkowski    |
| 3. März                   | 1. Etappe Driedaagse van West-Vlaanderen       | 2.1  | Francesco Chicchi     |
| 2.–4. März                | Gesamtwertung Driedaagse van West-Vlaanderen   | 2.1  | Julien Vermote        |
| 14. März                  | Nokere Koerse                                  | 1.1  | Francesco Chicchi     |
| 16. März                  | Handzame Classic                               | 1.1  | Francesco Chicchi     |
| 21. März                  | Dwars door Vlaanderen                          | 1.1  | Niki Terpstra         |
| 29. März                  | 3b. Etappe Driedaagse van De Panne-Koksijde    | 2.HC | Sylvain Chavanel      |
| 27.–29. März              | Gesamtwertung Driedaagse van De Panne-Koksijde | 2.HC | Sylvain Chavanel      |
| 28. April                 | 7. Etappe Presidential Cycling Tour of Turkey  | 2.HC | Iljo Keisse           |
| 7. Mai                    | 4. Etappe Quatre Jours de Dunkerque            | 2.HC | Zdeněk Štybar         |
| 26. Mai                   | 4. Etappe Ronde van België (EZF)               | 2.HC | Tony Martin           |
| 23.–27. Mai               | Gesamtwertung Ronde van België                 | 2.HC | Tony Martin           |
| 21. Juni                  | Französische Meisterschaft – Einzelzeitfahren  | CN   | Sylvain Chavanel      |
| 21. Juni                  | Slowakische Meisterschaft – Einzelzeitfahren   | CN   | Peter Velits          |
| 22. Juni                  | Deutsche Meisterschaft – Einzelzeitfahren      | CN   | Tony Martin           |
| 24. Juni                  | Belgische Meisterschaft – Straßenrennen        | CN   | Tom Boonen            |
| 24. Juni                  | Italienische Meisterschaft – Einzelzeitfahren  | CN   | Dario Cataldo         |
| 24. Juni                  | Niederländische Meisterschaft – Straßenrennen  | CN   | Niki Terpstra         |
| 24. Juni                  | Polnische Meisterschaft – Straßenrennen        | CN   | Michał Gołaś          |
| 24. Juni                  | Irische Meisterschaft – Straßenrennen          | CN   | Matthew Brammeier     |
| 8. August                 | 2b. Etappe Tour de l’Ain                       | 2.1  | Mannschaftszeitfahren |
| 15. August                | Belgische Meisterschaft – Einzelzeitfahren     | CN   | Kristof Vandewalle    |
| 31. August                | 1. Etappe World Ports Classic                  | 2.1  | Tom Boonen            |
| 31. August – 1. September | Gesamtwertung World Ports Classic              | 2.1  | Tom Boonen            |
| 8. September              | Paris-Brüssel                                  | 1.HC | Tom Boonen            |
| 16. September             | UCI-Straßen-Weltmeisterschaften                | CM   | Mannschaftszeitfahren |
| 21. Oktober               | Chrono des Nations                             | 1.1  | Tony Martin           |

## Erfolge beim Cyclocross
In den Rennen der Saison 2011/12 der Cyclocross Tour gelangen die nachstehenden Erfolge.
| Datum         | Rennen                                 | Fahrer        |
| ------------- | -------------------------------------- | ------------- |
| 24. September | TOI TOI Cup, Stříbro                   | Zdeněk Štybar |
| 25. September | Süpercross Baden, Baden                | Zdeněk Štybar |
| 13. Oktober   | Kermiscross, Ardooie                   | Zdeněk Štybar |
| 13. November  | Superprestige Hamme-Zogge, Hamme-Zogge | Zdeněk Štybar |
| 8. Januar     | Tschechische Meisterschaft             | Zdeněk Štybar |
| 15. Januar    | UCI-Weltcup, Liévin                    | Zdeněk Štybar |
| 11. Februar   | Superprestige Middelkerke, Middelkerke | Zdeněk Štybar |

## Zugänge – Abgänge
| Zugänge            | Team 2011          | Abgänge            | Team 2012                                  |
| ------------------ | ------------------ | ------------------ | ------------------------------------------ |
| Matthew Brammeier  | HTC-Highroad       | Kevin Seeldraeyers | Astana Pro Team                            |
| Bert Grabsch       | HTC-Highroad       | Frédérique Robert  | Lotto Belisol Team                         |
| Tony Martin        | HTC-Highroad       | Kevin Van Impe     | Vacansoleil-DCM                            |
| František Raboň    | HTC-Highroad       | Andy Cappelle      | Accent Jobs-Willems Veranda’s              |
| Martin Velits      | HTC-Highroad       | Francesco Reda     | Acqua & Sapone                             |
| Peter Velits       | HTC-Highroad       | Davide Malacarne   | Team Europcar                              |
| Stijn Vandenbergh  | Katusha Team       | Marc de Maar       | UnitedHealthcare Pro Cycling Team          |
| Serge Pauwels      | Sky ProCycling     | Jan Tratnik        | Radenska                                   |
| Michał Kwiatkowski | Team RadioShack    | Andreas Stauff     | Team Eddy Merckx-Indeland                  |
| Levi Leipheimer    | Team RadioShack    | Addy Engels        | Karriereende                               |
| Michał Gołaś       | Vacansoleil-DCM    | Levi Leipheimer    | Vertragsauflösung zum 16. Oktober (Doping) |
| Andrew Fenn        | An Post-Sean Kelly |                    |                                            |

## Mannschaft
| Name                     | Geburtstag         | Nationalität           |              |
| ------------------------ | ------------------ | ---------------------- | ------------ |
| Marco Bandiera           | 12. Juni 1984      | Italien                |              |
| Tom Boonen               | 15. Oktober 1980   | Belgien                |              |
| Matthew Brammeier        | 7. Juni 1985       | Irland                 |              |
| Dario Cataldo            | 17. März 1985      | Italien                |              |
| Sylvain Chavanel         | 30. Juni 1979      | Frankreich             |              |
| Francesco Chicchi        | 27. November 1980  | Italien                |              |
| Gerald Ciolek            | 19. September 1986 | Deutschland            |              |
| Kevin De Weert           | 27. Mai 1982       | Belgien                |              |
| Dries Devenyns           | 22. Juli 1983      | Belgien                |              |
| Andrew Fenn              | 1. Juli 1990       | Vereinigtes Königreich |              |
| Michał Gołaś             | 29. April 1984     | Polen                  |              |
| Bert Grabsch             | 19. Juni 1975      | Deutschland            |              |
| Iljo Keisse              | 21. Dezember 1982  | Belgien                |              |
| Michał Kwiatkowski       | 2. Juni 1990       | Polen                  |              |
| Levi Leipheimer          | 24. Oktober 1973   | Vereinigte Staaten     |              |
| Nikolas Maes             | 9. April 1986      | Belgien                |              |
| Tony Martin              | 23. April 1985     | Deutschland            |              |
| Serge Pauwels            | 21. November 1983  | Belgien                |              |
| Jérôme Pineau            | 2. Januar 1980     | Frankreich             |              |
| František Raboň          | 26. September 1983 | Tschechien             |              |
| Gert Steegmans           | 30. September 1980 | Belgien                |              |
| Zdeněk Štybar            | 11. Dezember 1985  | Tschechien             |              |
| Niki Terpstra            | 18. Mai 1984       | Niederlande            |              |
| Matteo Trentin           | 2. August 1989     | Italien                |              |
| Guillaume Van Keirsbulck | 14. Februar 1991   | Belgien                |              |
| Stijn Vandenbergh        | 25. April 1984     | Belgien                |              |
| Kristof Vandewalle       | 5. April 1985      | Belgien                |              |
| Martin Velits            | 21. Februar 1985   | Slowakei               |              |
| Peter Velits             | 21. Februar 1985   | Slowakei               |              |
| Julien Vermote           | 26. Juli 1989      | Belgien                |              |
| Stagiaires               | Stagiaires         | Nationalität           | Nationalität |
| Jeroen Hoorne            | Jeroen Hoorne      | Belgien                |              |
| Florian Sénéchal         | Florian Sénéchal   | Frankreich             |              |